# Chaetophiloscia rouxi
Chaetophiloscia rouxi är en kräftdjursart som först beskrevs av Karl Wilhelm Verhoeff 1926.  Chaetophiloscia rouxi ingår i släktet Chaetophiloscia och familjen Philosciidae. Inga underarter finns listade i Catalogue of Life.